# El Juguete
El Juguete är en ort i Mexiko.   Den ligger i kommunen Jerécuaro och delstaten Guanajuato, i den sydöstra delen av landet, 160 km nordväst om huvudstaden Mexico City. El Juguete ligger 2 023 meter över havet och antalet invånare är 111.
Terrängen runt El Juguete är kuperad österut, men västerut är den platt. Runt El Juguete är det ganska tätbefolkat, med 67 invånare per kvadratkilometer. Närmaste större samhälle är Jerécuaro, 4,9 km sydväst om El Juguete. I omgivningarna runt El Juguete växer huvudsakligen savannskog.